# 日本航空115號班機事故
日本航空115号班机事故（JAL115，Nihonkōkū 115-bin shiri mochi jiko）或称日本航空115号接触事故，为1978年6月2日，由东京羽田飞往大阪伊丹的日本航空115号波音747-146SR（巨型喷气式客机，注册编号JA8119）在大阪府丰中市萤池西町的大阪伊丹国际机场着陆时，由于飞行员操作失误，导致角度过大引起的机尾擦地事故。

## 概要
本次事故雖然没有出现死者，但是由于降落时的碰撞導致25人受傷。这起事故被认为是导致了之后在1985年8月12日发生的世界民航史上单机死亡人数最多的日本航空123号班机空难的原因，由于不良着陆导致机尾压力壁破损，營運方日本航空修理不当，导致金属疲劳在经过修理的机尾压力壁处产生。在上万次的起降过程中，机舱内压力不断地变化，导致由金属疲劳产生的缝隙越来越大，最终致使垂直尾翼脱落。

## 涉事航机
包括本次事故在内，涉事航机一共发生过3次事故。
- 1982年8月19日，在从羽田机场飞往千岁机场降落时，由于视野不良导致飞行员判断错误，導致航機从跑道右侧滑出並讓四號引擎触地因而重飞。在视野不良的情况下，机长仍然允许副机长操作着陆，此舉违反当时日航的规定。
- 1985年8月12日，由涉事航機執飛，从羽田机场飞往伊丹机场的JAL123号班機，於起飞後12分钟因本次事故后不当修理导致的金属疲劳導致垂直尾翼脱落，並使液压系统全部失效，航機在无法控制的情况下坠毁于群马县上野村高天原山，包括机组人员在的524人中有520人死亡，4人重伤。（日本航空123号班机空难）

## 事故后的经过
该次事故中机尾受损后，日本航空没有妥善修补。在替换损伤的压力壁面板时，应当使用一整块接合板连接两块需要连接的面板，并在上面使用三排铆钉固定，但维修人员使用了两块不连续的接合板，一块上面有一排铆钉，另一块上面有两排。这使得接合点附近金属蒙皮所承受的应力明显增加，对金属疲劳的抵抗力下降了70%之多。在维修后几年的飞航过程中，因客舱内部的多次加压和减压，此处的金属疲劳不断累积，最终导致日本航空123号班机空难的发生。

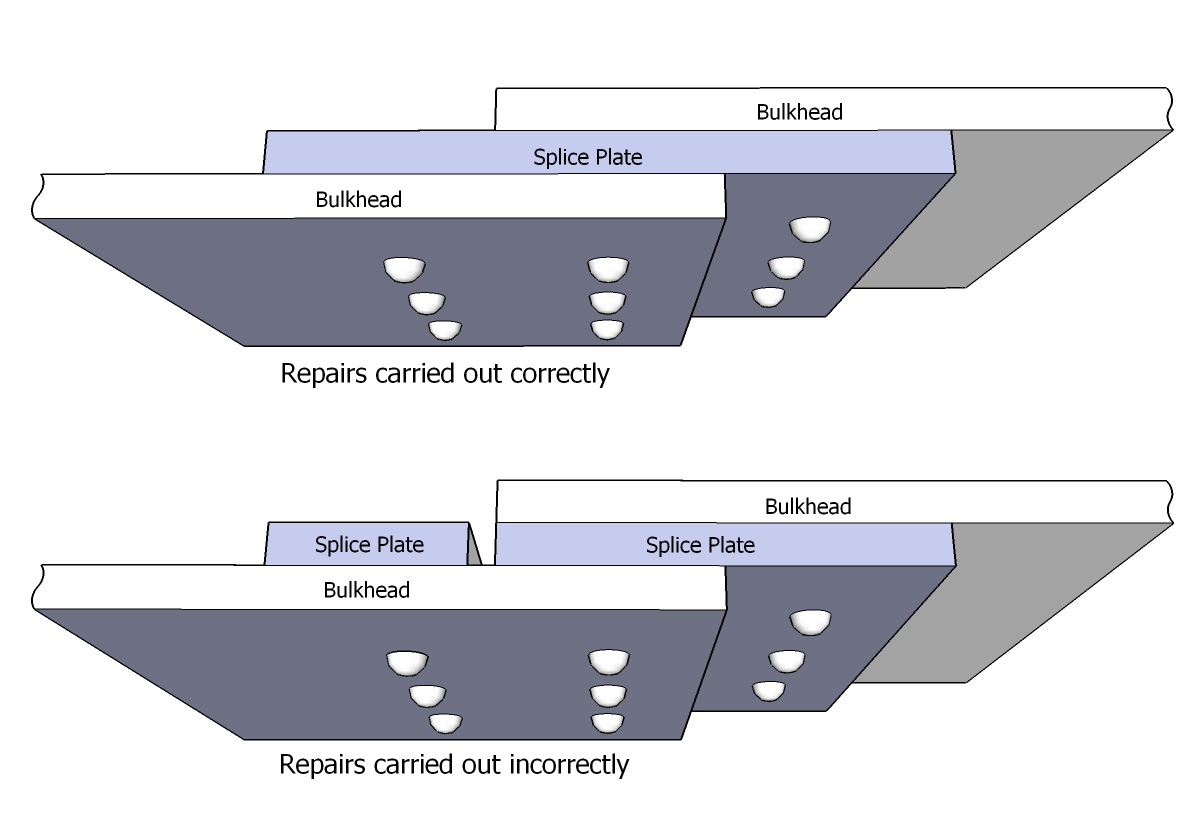
正确修复和错误修复示意图

## 脚注
1. ↑   (PDF). 航空事故調査委員会議決(空委第43号). 昭和53年12月14日. （原始内容 (PDF)存档于2013-01-06） （日语）.
2. ↑   (PDF). 航空事故調査委員会議決(空委第19号). 昭和54年4月12日. （原始内容 (PDF)存档于2013-01-06） （日语）.